# Barthélemy Parrocel
Pour les articles homonymes, voir Parrocel.
Barthélemy  Parrocel, né à Montbrison (Loire) vers 1595 et mort à Brignoles (Var) le 18 avril 1663, est un peintre français.

## Sa vie
Barthélemy Parrocel est le fils de Georges Parrocel et de Louise de Ladut. Issu d'une famille aisée, Barthélemy Parrocel était destiné à poursuivre une carrière ecclésiastique, mais son goût pour la peinture l'incite à partir en Italie pour s'initier à cet art. Dans ce pays, il rencontre un noble espagnol qui l'emmène avec lui en Espagne où il séjourne plusieurs années. Il s'embarque ensuite pour revenir en Italie, mais il est fait prisonnier, ainsi que le capitaine du navire, par des pirates barbaresques. Le capitaine connaissant le consul d'Alger, ils seront tous les deux rapidement libérés et arriveront peu de temps après à Rome. Il revient en France vers 1630 et rejoint la ville de Brignoles où séjournait le capitaine auquel il devait sa liberté. Il s'installe dans cette ville et, le 18 septembre 1632, épouse Catherine Simon ; ils auront sept enfants, trois filles et quatre garçons, dont trois seront peintres : Jean-Barthélemy Parrocel, Louis Parrocel et Joseph Parrocel. Il donne son essor à la dynastie des Parrocel, artistes peintres.

## Son œuvre
En activité au moment de la Contre-Réforme, il procède, avec ses trois fils, à l'enrichissement iconographique des églises et chapelles. On peut citer les œuvres suivantes :
- La Descente de croix dans l'église Saint-Sauveur de Brignoles[3]
- Le Repas chez Simon, sanguine, Avignon, musée Calvet[4]

Le musée du pays brignolais à Brignoles, dans le palais des comtes de Provence, conserve plusieurs toiles de cet artiste :
- Les Noces de Cana
- La Samaritaine
- le Couronnement de la Vierge
- Le Baptême du Christ
- Présentation de Jésus au temple
- Jésus au désert
- La Circoncision

## Galerie

Œuvres de Barthélemy Parrocel
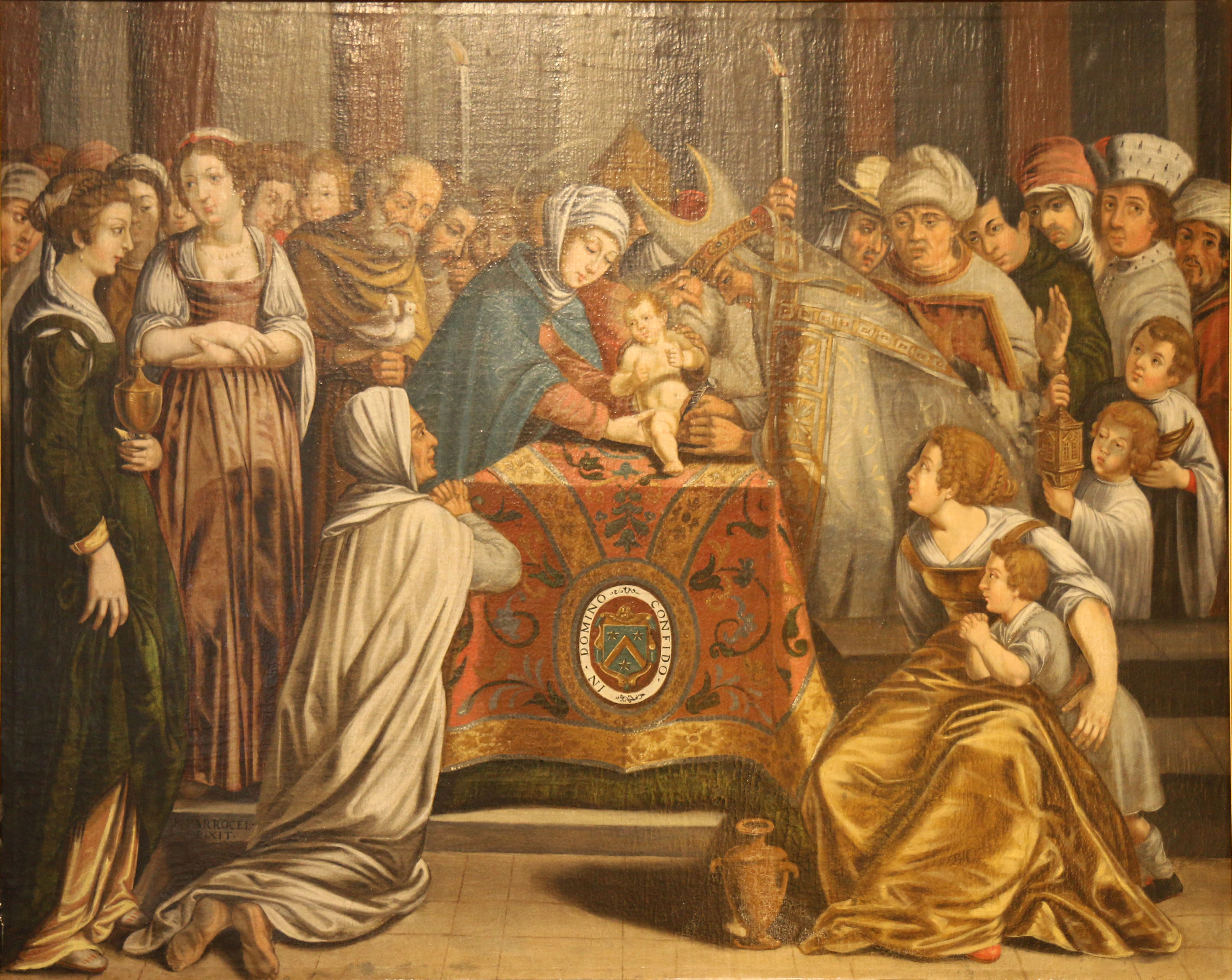
La Circoncision, Brignoles, musée du pays brignolais.
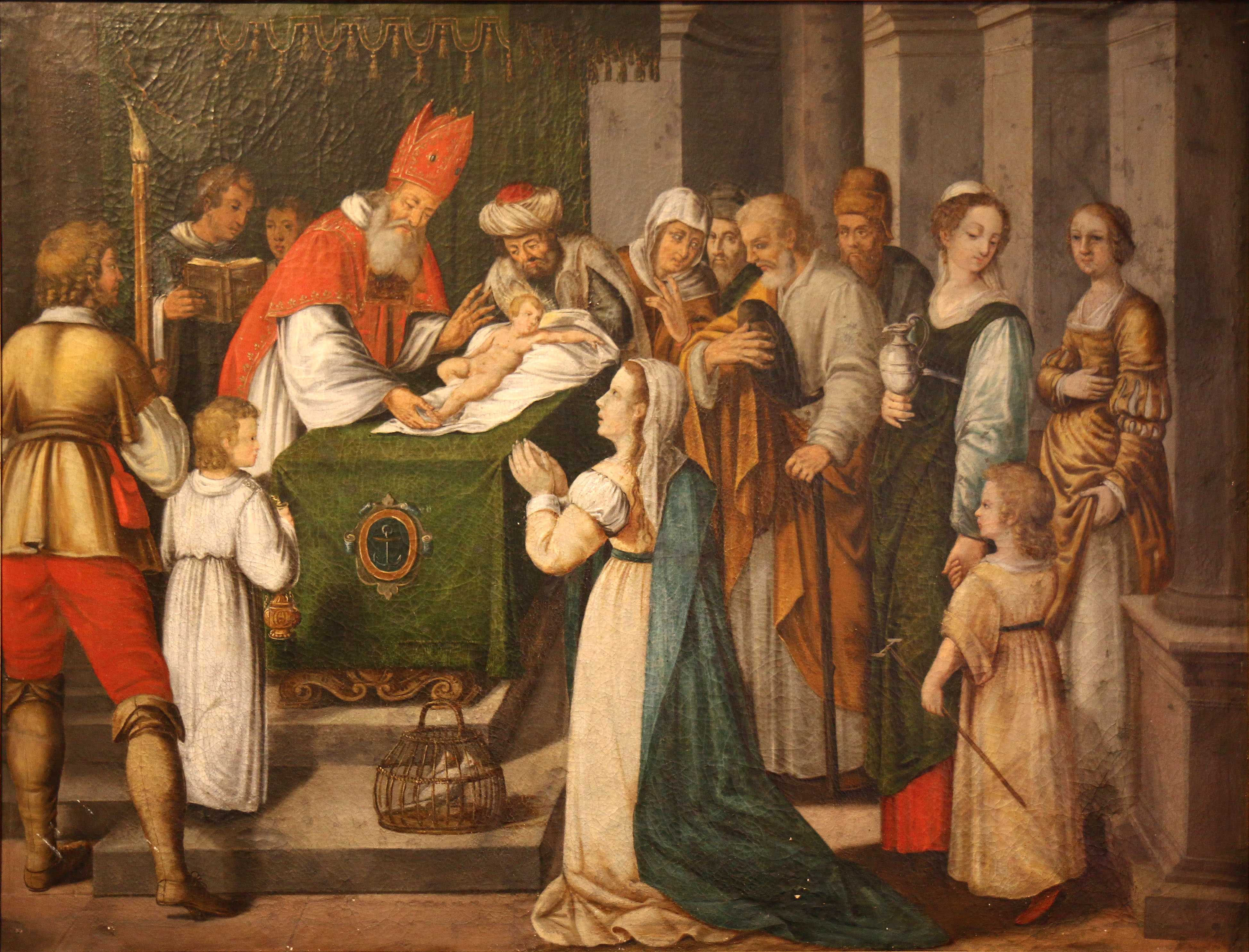
Présentation de Jésus au temple, Brignoles, musée du pays brignolais.
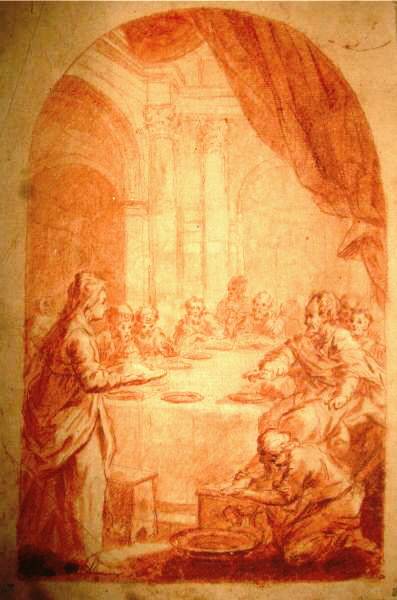
Le repas chez Simon, Avignon, musée Calvet.
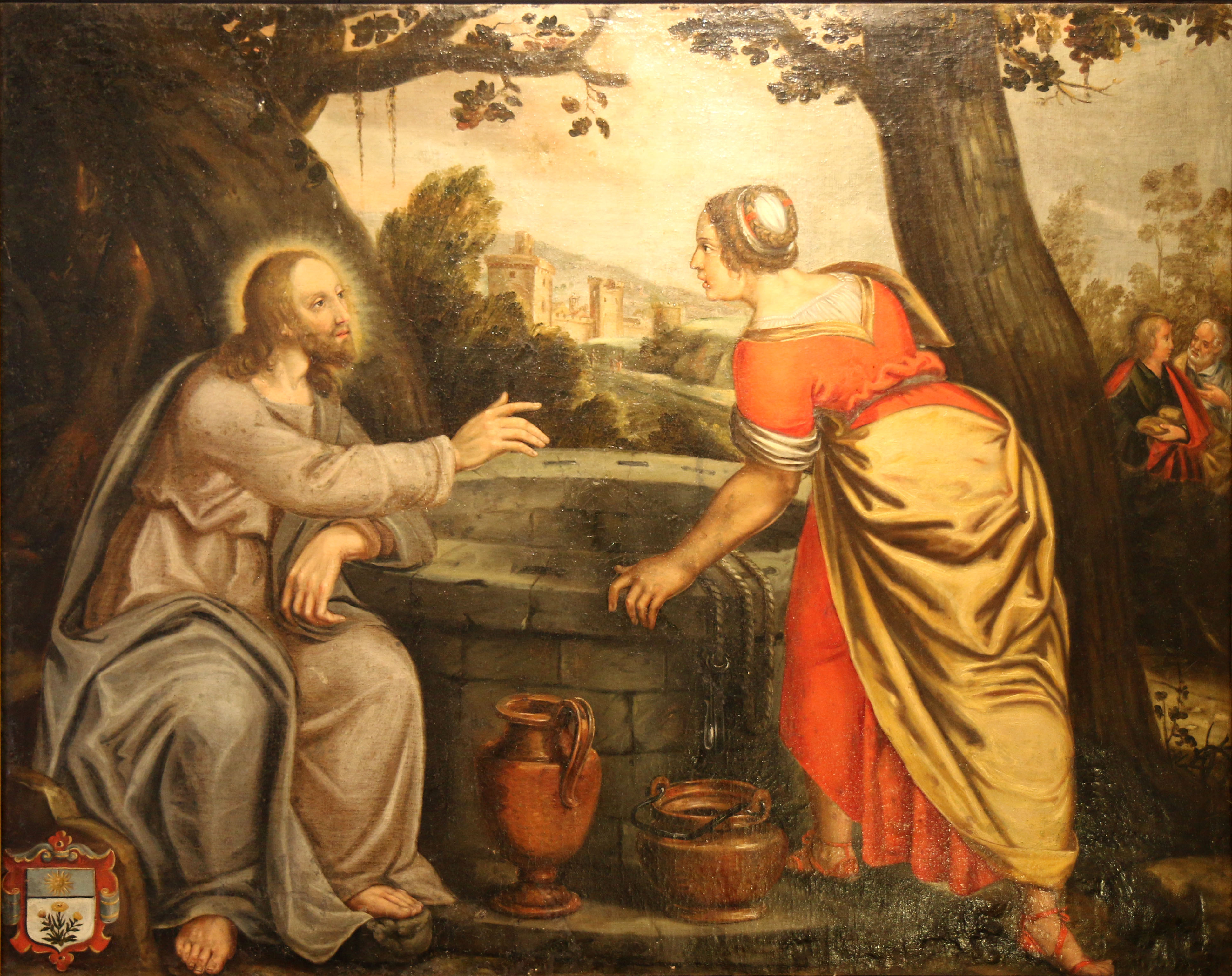
La Samaritaine, Brignoles, musée du pays brignolais.
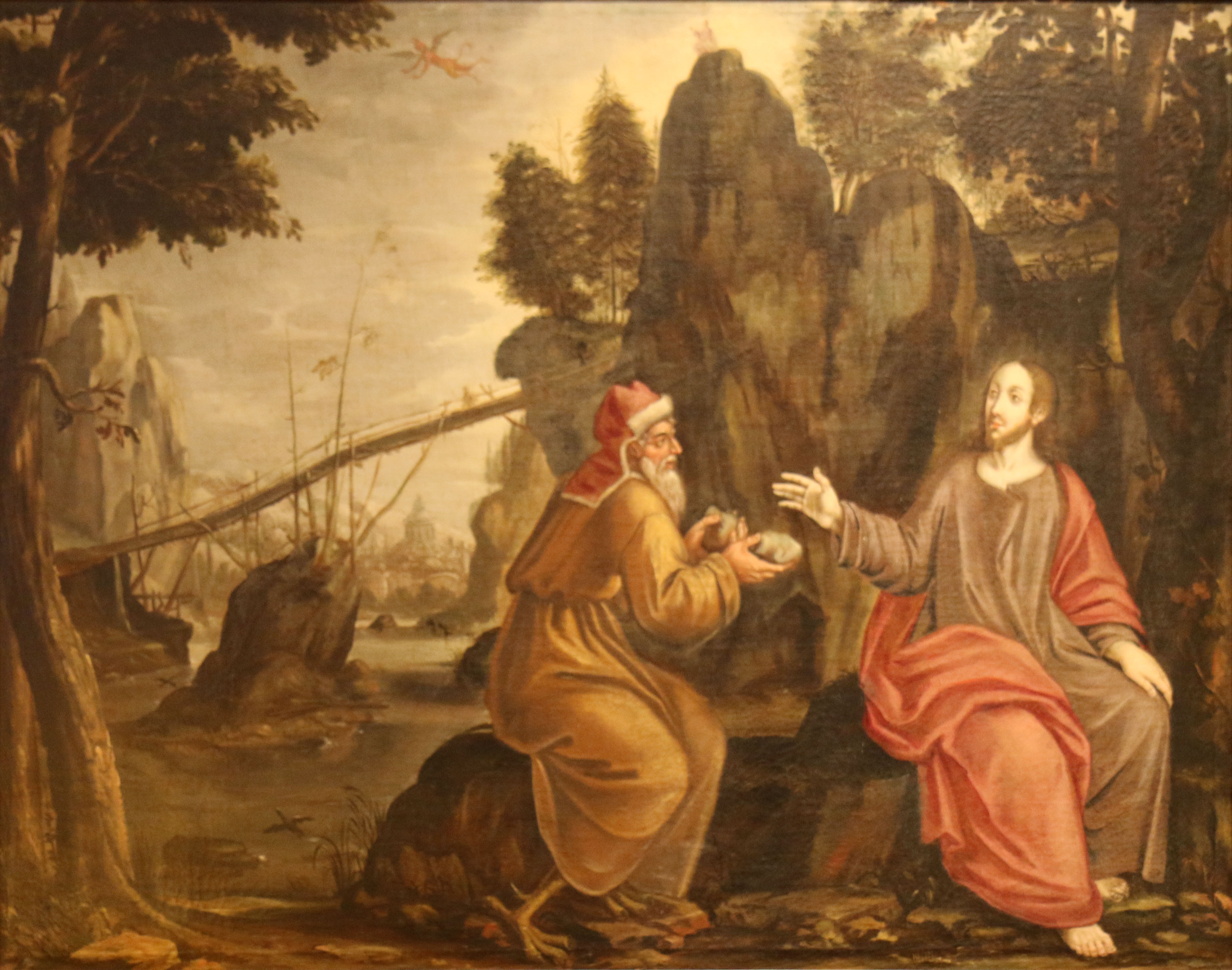
Jésus au désert, Brignoles, musée du pays brignolais.